# Northvolt
Northvolt AB es una desarrolladora y fabricante sueca de baterías, especializada en tecnología de iones de litio para vehículos eléctricos, que se declaró en bancarrota en noviembre de 2024.  La empresa gozaba de un préstamo de $5,000 millones, de los cuales los gobiernos europeos eran fiadores.  Entre los inversionistas se hallaban fondos de pensiones canadienses, daneses, y las empresas automotrices Volkswagen y BMW.

## Historia
La compañía fue fundada como SGF Energy en 2015 por Peter Carlsson (ahora director ejecutivo), quien anteriormente fue ejecutivo en Tesla Motors. En 2017, la empresa cambió su nombre a Northvolt. Fue fundada con el objetivo de abastecer a la industria automotriz con baterías para vehículos eléctricos. En mayo de 2019, el Banco Europeo de Inversiones ofreció un préstamo de alrededor de 350 millones de euros. Maroš Šefčovič, el comisario europeo de Energía en ese momento, dijo: "agradezco el importante apoyo propuesto por el BEI a la GigaFábrica de Northvolt como un trampolín hacia la construcción de una cadena de valor competitiva, sostenible e innovadora, con celdas de batería fabricadas a escala, aquí, en Europa".
En junio del mismo año, empresas como BMW Group, Volkswagen Group, Goldman Sachs y Folksam anunciaron que invertirían en la empresa. En total, las inversiones ascendieron a mil millones de dólares estadounidenses, enmarcado como una forma de desafiar lo que se conocía como el dominio de Tesla, Inc. y compañías asiáticas como Toyota y Nissan en el mercado de baterías para vehículos eléctricos. La empresa comenzó a construir una fábrica de baterías en Skellefteå, Suecia, con el objetivo de comenzar la producción de baterías para vehículos eléctricos en 2021. 
La primera batería hecha en Skellefteå se ensambló en diciembre de 2021 y se prevé que la producción para usos comerciales comience en 2022.
En 2019, Volkswagen y Northvolt anunciaron que se construiría una segunda fábrica en Salzgitter, Alemania, con el objetivo de comenzar la producción en 2023-2024. El objetivo sería iniciar la producción a los 16 GWh, y aumentarla hasta 24 GWh. En mayo de 2020, Volkswagen anunció que construiría la fábrica en gran parte por su cuenta e invertiría 450 millones de euros en la construcción. 
El 16 de julio de 2020, se anunció que Northvolt y BMW habían firmado un acuerdo de 2 mil millones de euros, para que Northvolt entregue baterías a partir de 2024.
El 30 de julio de 2020, el Banco Europeo de Inversiones concedió un préstamo de 350 millones de euros a Northvolt con el respaldo del programa InnovFin de la Unión Europea para construir una línea de demostración para un nuevo tipo de batería que comenzó a producir a fines de 2019. Como parte del Plan de Inversión para Europa, Northvolt recibió $350 millones para su fábrica de Skellefteå del BEI, utilizando la garantía del Fondo Europeo para Inversiones Estratégicas. 
El sitio web de noticias EURACTIV declaró en un artículo que "Northvolt se está construyendo rápidamente una reputación como la empresa de referencia de la UE para las baterías de producción propia". El mismo día, se anunció que Northvolt había recibido préstamos por un valor de 1,6 miles de millones de dólares estadounidenses de un consorcio de bancos comerciales, fondos de pensiones y otras instituciones financieras.

## Centros de producción
Northvolt tiene una fábrica en Skellefteå, al norte de Suecia, como parte del plan de Northvolt para aumentar la capacidad de producción de 32 gigavatios-hora para 2023. Su sede de investigación y desarrollo se encuentra en Västerås, Suecia. 

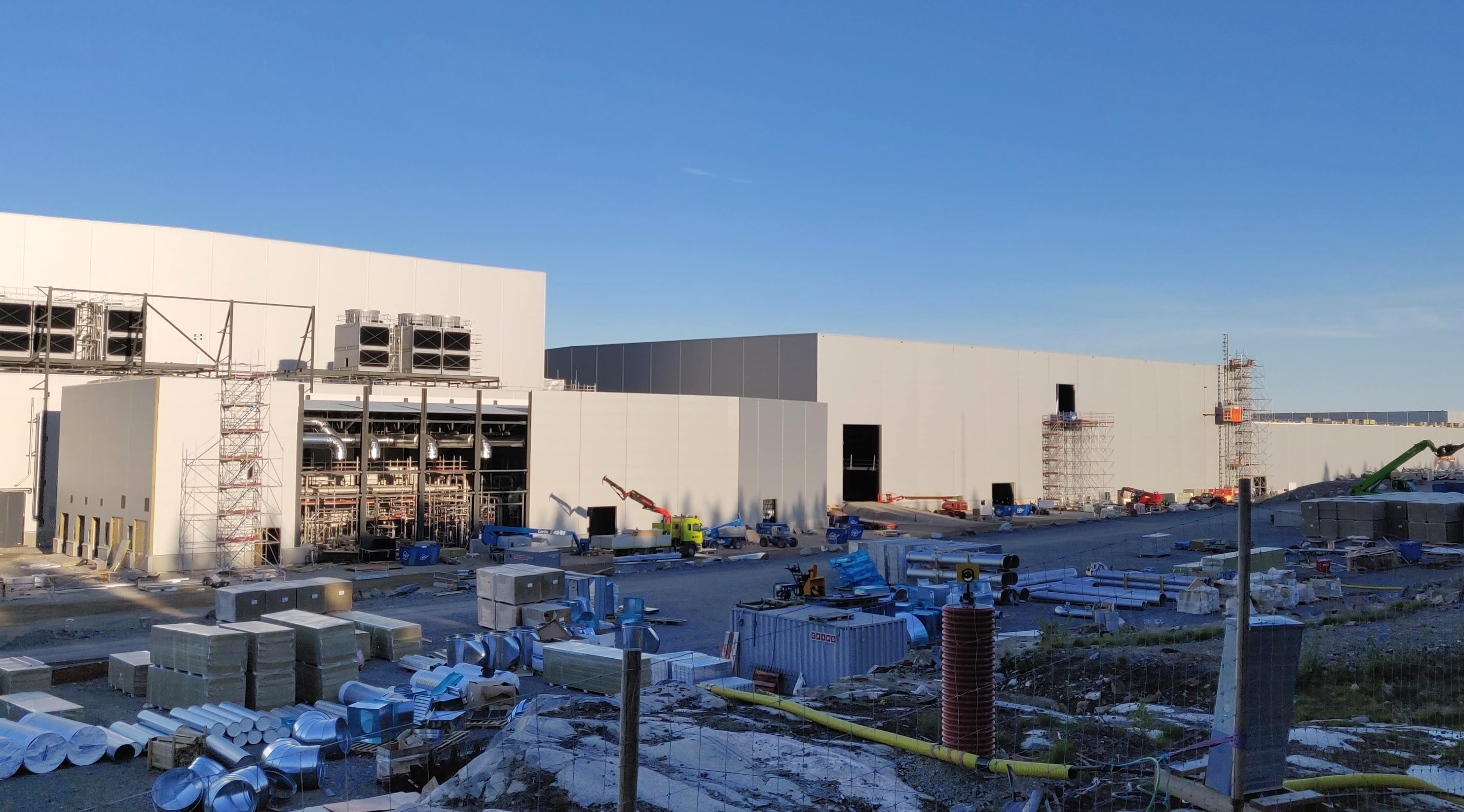
Construcción de la primera fábrica en Skellefteå, junio de 2021.

Se ha dicho que la apertura de una fábrica en Skellefteå transformaría potencialmente la Suecia subártica y cambiaría drásticamente la ciudad. Por otro lado, se ha dicho que podría haber un potencial riesgo debido a la escasez de mano de obra calificada en la región. La fábrica será la más grande en la historia de Suecia, creando desafíos para los recién llegados y la comunidad existente. Dado que la planta de baterías, que consume mucha energía, está ubicada estratégicamente cerca de sitios de energía renovable, parte del objetivo declarado de la compañía es hacer "la celda más ecológica de la Tierra". 
A fines de diciembre de 2021, la compañía anunció que la GigaFábrica en Skellefteå Northvolt Ett ("One"), con 500 trabajadores, había producido su primer lote de celdas prismáticas, como parte de su proceso de puesta en marcha de maquinaria. Se espera la finalización de la fábrica y los envíos iniciales a los clientes en 2022. La compañía proyecta una producción de batería de 16 GWh, suficiente para ~300000 vehículos eléctricos, para 2024. La planta espera producir 60 GWh de baterías con 3.000 empleados, funcionando a capacidad completa.